# Ray Meiklejohn
Pour les articles homonymes, voir Meiklejohn.
Raymond Harry Meiklejohn (né le 7 novembre 1935) est un enseignant et un homme politique provincial canadien de la Saskatchewan. Il représente la circonscription de Saskatoon Mayfair à titre de député du Parti progressiste-conservateur de la Saskatchewan de 1986 à 1991. Il est ministre dans le cabinet du gouvernement de Grant Devine.

## Politique provinciale
Né à Quill Lake en Saskatchewan, Meiklejohn est le fils de Robert James Meiklejohn et d'Ada Maria Woodbury. Étudiant à Quill Lake, il gradue de la Saskatoon Teachers' College (en) et de l'Université de la Saskatchewan. Il obtient un baccalauréat en éducation en 1965 et un diplôme de troisième cycle en 1975. Il travaille ensuite comme enseignant et administrateur scolaire à Saskatoon.

## Carrière politique
Meiklejohn tente sans succès d'entrée en politique provinciale en 1978 dans Kelvington-Wadena. Élu dans Saskatoon Mayfair en 1986, il est défait lorsqu'il tente d'être réélu en 1991.
Lors de l'élection fédérale de 1984, il tente de devenir député progressiste-conservateur de Humboldt—Lake Centre, mais est défait par le néo-démocrate Vic Althouse.
Lors de son passage à l'Assemblée législative de la Saskatchewan, il sert en tant que ministre des Sciences et des Technologies (1986-1990), ministre des Consommateurs et des Affaires commerciales (1988-1989), ministre de l'Éducation (1989-1991), ministre responsable de Saskatchewan Research Council (en) (Conseil de recherche de la Saskatchewan) (1986-1989), ministre responsable de la Meewasin Valley Authority (en) (1989-1991), ministre responsable de la Future Corporation (1989), ministre responsable de la Saskatchewan Liquor and Gaming Authority (en) (1989), ministre responsable de la Teachers' Superannuation Commission (1989-1991), ministre responsable de la Saskatchewan Communications Advanced Network (1989-1990) et ministre responsable du Statut de la Femme (1990-1991).
Après la politique, Meiklejohn travaille comme représentant d'un fonds en fiducie pour les bourses d'études et comme vendeur de téléavertisseurs pour Rogers Cantel à Saskatoon. Il s'installe ensuite à Platteville dans le Wisconsin où il travaille comme vice-chancelier de l'Université du Wisconsin à Platteville.